# Manuel Villalobos
Manuel Arturo Villalobos Salvo (Iquique, 15 ottobre 1980) è un calciatore cileno, Attaccante dell'Deportes Iquique.

## Caratteristiche tecniche
È un Attaccante.